# Vasile Suciu
Vasile Suciu (ur. 13 stycznia 1873 w Copăcel, zm. 25 stycznia 1935 w Blaju) – duchowny greckokatolicki, arcybiskup metropolita Fogaraszu i Alba Iulia, znany teolog, działacz religijny, społeczny i polityczny.

## Życiorys
Urodził się w chłopskiej rodzinie w Copăcel (obecnie gmina Hârseni w okręgu Braszów), gdzie uczęszczał do miejscowej szkoły początkowej. Po ukończeniu szkoły średniej w Blaju odbył studia teologiczne w Rzymie (m.in. w Collegium Urbanum de Propaganda Fide). Uzyskał doktoraty z filozofii (1894) i teologii (1898).
14 lipca 1895 otrzymał święcenia kapłańskie. W 1900 został profesorem w Instytucie Teologicznym w Blaju. Był prefektem i bibliotekarzem biblioteki archidiecezji. W styczniu 1918 roku został członkiem kapituły katedralnej i wikariuszem generalnym.
W 1919 r. otrzymał godność członka honorowego Akademii Rumuńskiej.
Papież Benedykt XV mianował go 9 sierpnia 1919 r. arcybiskupem Fogaraszu i Alba Iulia. Został konsekrowany 14 stycznia 1920 roku w katedrze w Blaju. Był pierwszym metropolitą Kościoła greckokatolickiego w Rumunii od czasu zjednoczenia kraju pod rządami Ferdynanda I.
Zmarł 25 stycznia 1935. Został pochowany w krypcie katedry w Blaju.